# Threads (film 1932)
Threads è un film del 1932 diretto da G.B. Samuelson.

## Produzione
Il film fu prodotto dalla G.B. Samuelson Productions e dalla New Era Films.

## Distribuzione
Distribuito dalla United Artists Corporation.